# Londinières
Londinières és un municipi francès situat al departament del Sena Marítim i a la regió de Normandia. L'any 2007 tenia 1.199 habitants.

## Demografia

### Població
El 2007 la població de fet de Londinières era de 1.199 persones. Hi havia 509 famílies de les quals 162 eren unipersonals (85 homes vivint sols i 77 dones vivint soles), 182 parelles sense fills, 129 parelles amb fills i 36 famílies monoparentals amb fills.
La població ha evolucionat segons el següent gràfic:
Habitants censats

### Habitatges
El 2007 hi havia 609 habitatges, 530 eren l'habitatge principal de la família, 27 eren segones residències i 52 estaven desocupats. 505 eren cases i 99 eren apartaments. Dels 530 habitatges principals, 314 estaven ocupats pels seus propietaris, 208 estaven llogats i ocupats pels llogaters i 8 estaven cedits a títol gratuït; 5 tenien una cambra, 50 en tenien dues, 98 en tenien tres, 142 en tenien quatre i 234 en tenien cinc o més. 384 habitatges disposaven pel capbaix d'una plaça de pàrquing. A 291 habitatges hi havia un automòbil i a 157 n'hi havia dos o més.

### Piràmide de població
La piràmide de població per edats i sexe el 2009 era:
| Homes | Edats   | Dones |
| ----- | ------- | ----- |
| 0     | 95 o +  | 0     |
| 4     | 90 a 94 | 12    |
| 4     | 85 a 89 | 16    |
| 8     | 80 a 84 | 8     |
| 32    | 75 a 79 | 24    |
| 36    | 70 a 74 | 40    |
| 48    | 65 a 69 | 32    |
| 36    | 60 a 64 | 44    |
| 40    | 55 a 59 | 56    |
| 20    | 50 a 54 | 12    |
| 24    | 45 a 49 | 32    |
| 32    | 40 a 44 | 36    |
| 68    | 35 a 39 | 56    |
| 36    | 30 a 34 | 40    |
| 40    | 25 a 29 | 36    |
| 16    | 20 a 24 | 20    |
| 16    | 15 a 19 | 28    |
| 40    | 10 a 14 | 56    |
| 40    | 5 a 9   | 44    |
| 20    | 0 a 4   | 44    |

## Economia
El 2007 la població en edat de treballar era de 681 persones, 477 eren actives i 204 eren inactives. De les 477 persones actives 418 estaven ocupades (225 homes i 193 dones) i 59 estaven aturades (25 homes i 34 dones). De les 204 persones inactives 80 estaven jubilades, 53 estaven estudiant i 71 estaven classificades com a «altres inactius».

### Ingressos
El 2009 a Londinières hi havia 560 unitats fiscals que integraven 1.254 persones, la mediana anual d'ingressos fiscals per persona era de 14.989,5 €.

### Activitats econòmiques
Dels 85 establiments que hi havia el 2007, 2 eren d'empreses alimentàries, 2 d'empreses de fabricació de material elèctric, 2 d'empreses de fabricació d'altres productes industrials, 9 d'empreses de construcció, 22 d'empreses de comerç i reparació d'automòbils, 2 d'empreses de transport, 8 d'empreses d'hostatgeria i restauració, 6 d'empreses financeres, 2 d'empreses immobiliàries, 11 d'empreses de serveis, 14 d'entitats de l'administració pública i 5 d'empreses classificades com a «altres activitats de serveis».
Dels 33 establiments de servei als particulars que hi havia el 2009, 1 era una gendarmeria, 1 oficina de correu, 3 oficines bancàries, 1 funerària, 2 tallers de reparació d'automòbils i de material agrícola, 3 paletes, 1 guixaire pintor, 2 fusteries, 2 lampisteries, 1 empresa de construcció, 3 perruqueries, 7 veterinaris, 4 restaurants i 2 agències immobiliàries.
Dels 7 establiments comercials que hi havia el 2009, 1 era un hipermercat, 2 fleques, 1 una fleca, 1 una botiga d'equipament de la llar, 1 una sabateria i 1 una joieria.
L'any 2000 a Londinières hi havia 20 explotacions agrícoles que ocupaven un total de 1.188 hectàrees.

## Equipaments sanitaris i escolars
El 2009 hi havia 1 farmàcia i 1 ambulància.
El 2009 hi havia 1 escola maternal i 1 escola elemental. Londinières disposava d'un col·legi d'educació secundària amb 243 alumnes.

## Poblacions més properes
El següent diagrama mostra les poblacions més properes.